# Russell Square
Russell Square è una grande piazza con un giardino al centro sita nel quartiere londinese di Bloomsbury nel London Borough of Camden. Essa è vicina alla sede della University of London ed al British Museum.

## Storia

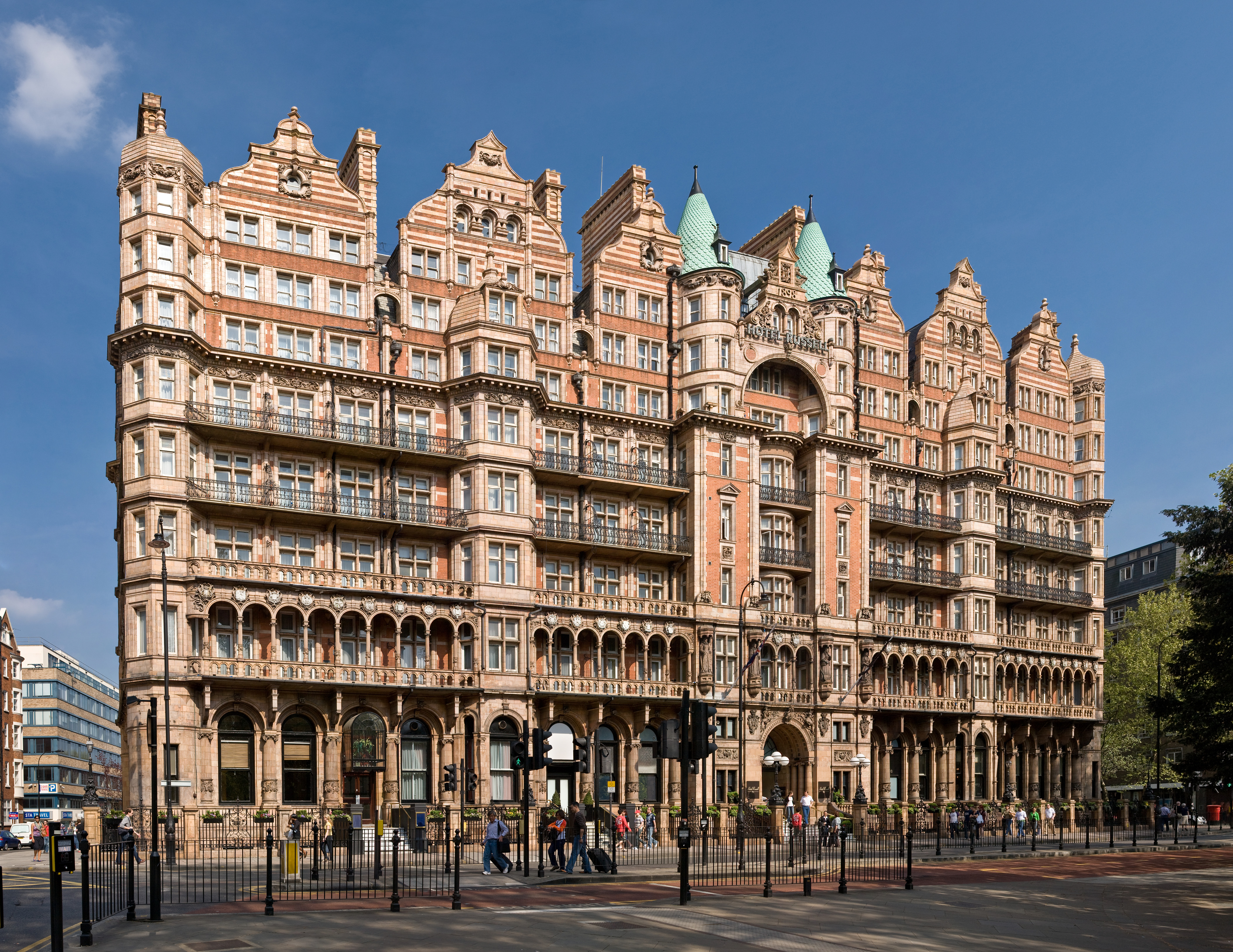
L'Hotel Russell, ai numeri 1–8 di Russell Square

La piazza ha preso il nome dal cognome dei conti e duchi di Bedford, che costruirono il quartiere sui terreni di famiglia siti a Londra fra il XVII ed il XVIII secolo, cominciando col realizzare il Covent Garden (Bedford Street). Russell Square venne realizzata quando vennero costruite delle nuove strade che provenivano dai terreni del duca in cui si erano realizzate delle costruzioni. Esse si congiunsero nel giardino di quella che era stata la sua residenza londinese, Bedford House. I luoghi che ricordano questa famiglia sono diversi e sono: Bedford Square, Bedford Place, Bedford Avenue, Bedford Row e Bedford Way; Woburn Square e Woburn Place (dalla Woburn Abbey); Tavistock Square, Tavistock Place e Tavistock Street (marchese di Tavistock), e Thornhaugh Street (titolo sussidiario di Baron of Thornhaugh). I pali dell'illuminazione di questi luoghi riportano gli emblemi della famiglia Bedford.

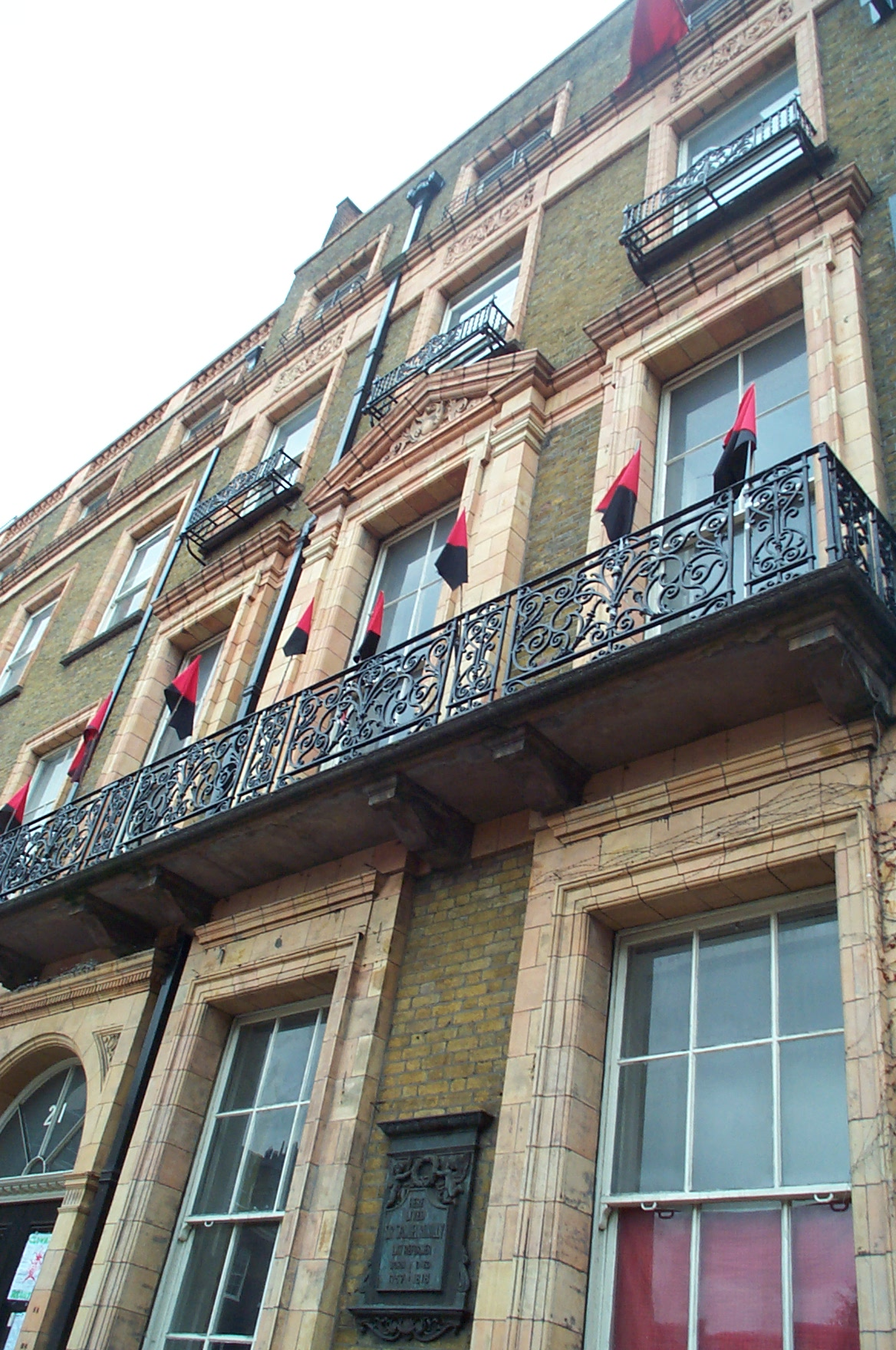
London Social Centre palazzo occupato da anarchici in Russell Square

Russell Square è contornata da eleganti dimore abitate da famiglie appartenenti all'alta e media borghesia. Sul lato meridionale ed occidentale della piazza sono ancora presenti delle case dell'epoca mentre sugli altri lati esistono palazzi moderni. Sul lato ovest si affaccia la sede centrale della University of London, e sulla sua facciata esiste una targa a commemorazione di T. S. Eliot che lavorò qui per alcuni anni.

### 7 luglio 2005 - Gli attentati terroristici

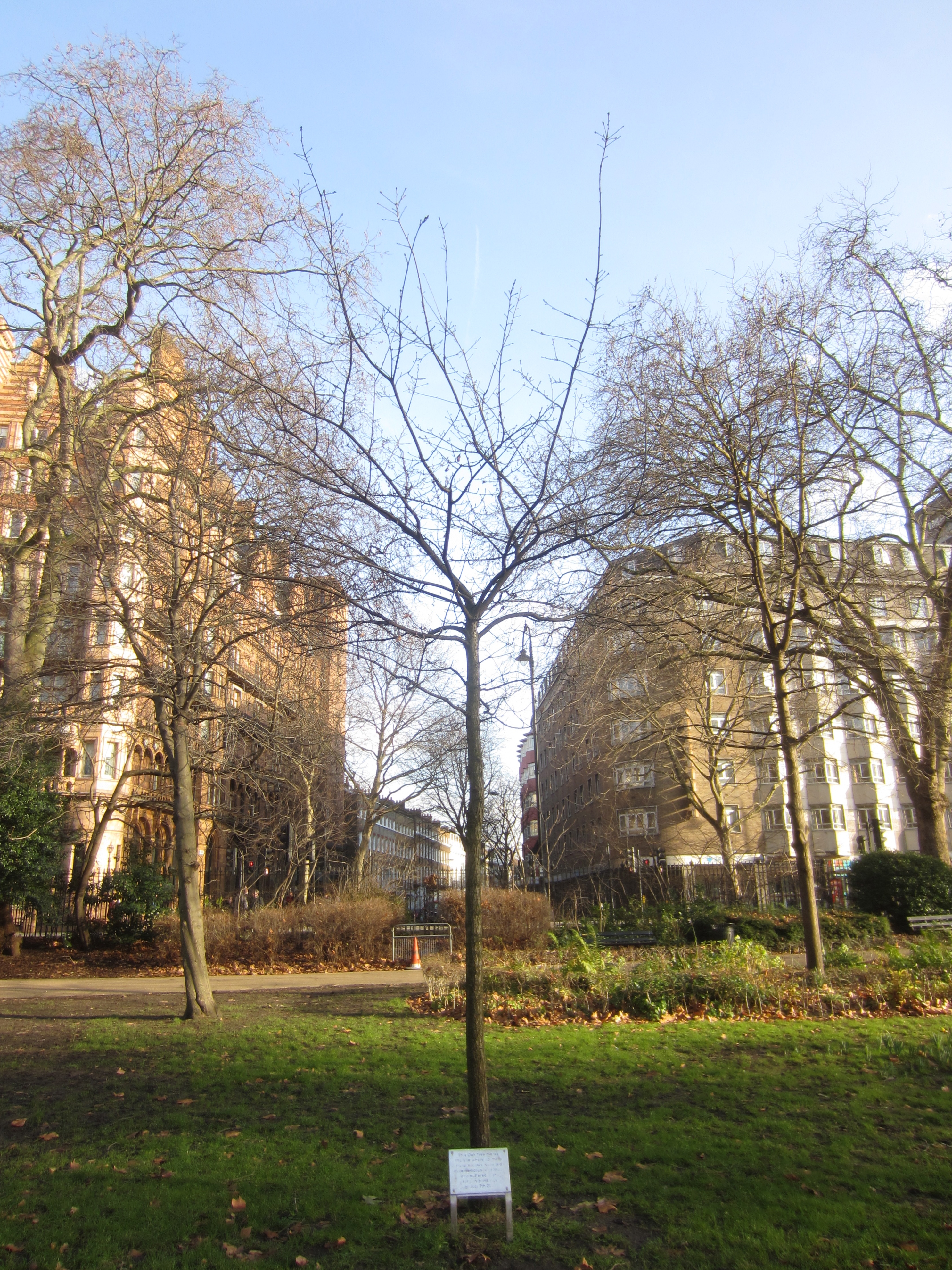
Questa quercia indica il luogo all'interno del Russell Square, dove furono depositati omaggi floreali in memoria delle vittime degli attentati di Londra del 7 luglio 2005.

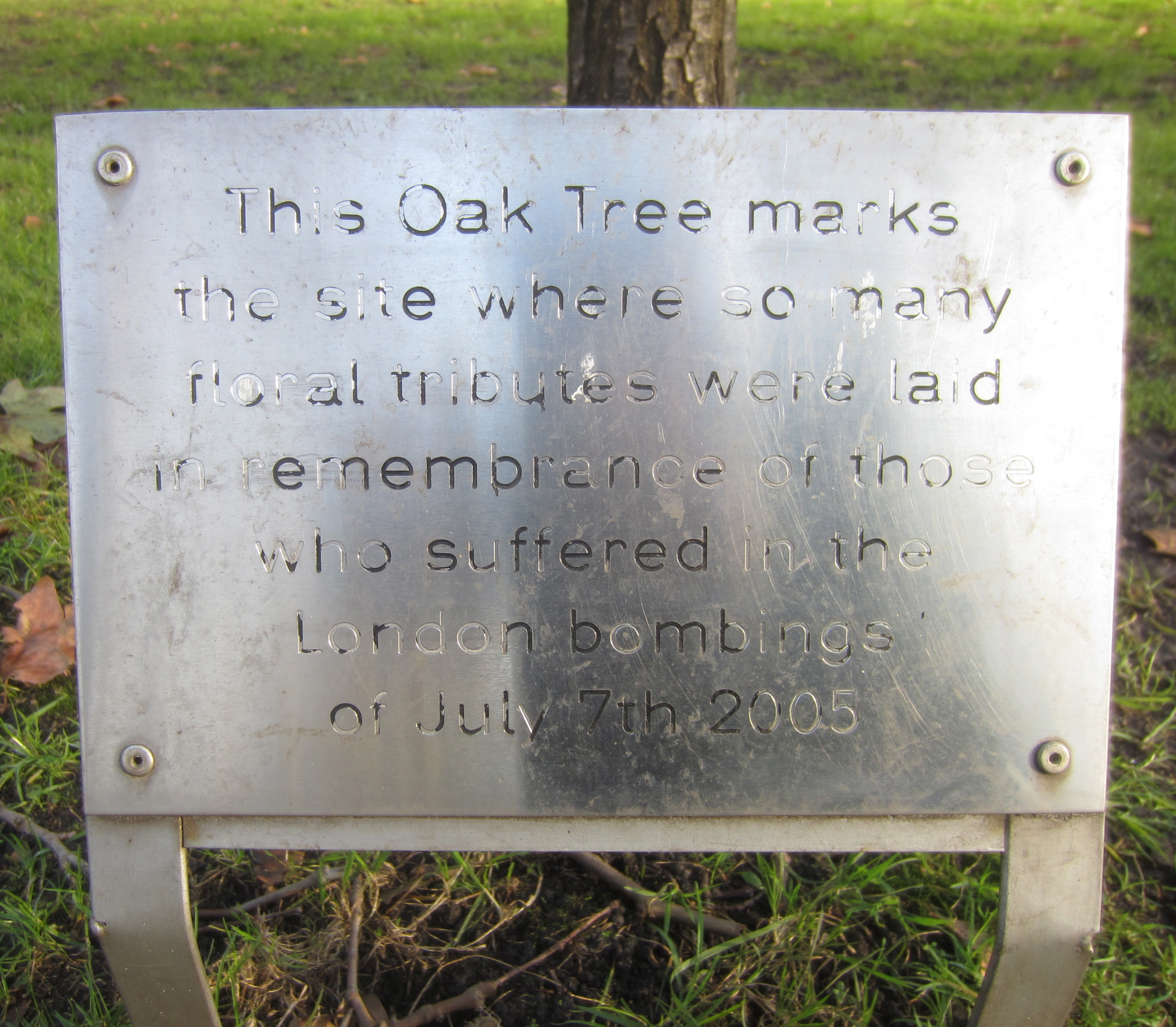
targa commemorativa

Il 7 luglio 2005, un attentato terroristico colpì Londra con quattro contemporanee esplosioni in tre stazioni della metropolitana nel tratto compreso tra King's Cross St. Pancras e Russell Square e su di un bus a due piani proprio a Tavistock Square nelle vicinanze di Russell Square.
Per commemorare le vittime, molti fiori sono state poste in un punto in Russell Square appena a sud del caffè. La posizione è ora contrassegnata da una targa commemorativa e un giovane albero di quercia.

## Letteratura e cultura
- Nei primi capitoli de "La fiera della vanità"  di William Thackeray (1848), Russell Square viene evocato come la residenza di "John Sedley, Esquire, of Russell Square, and the Stock Exchange."[3]
- 21 Russell Square è l'indirizzo dell'assassino nel romanzo (ma non nella adattamento cinematografico L'assassino abita al 21) The Murderer Lives at Number 21 (L'Assassin habite au 21) dello scrittore belga Stanislas-André Steeman.
- Nel romanzo di Alan Hollinghurst "La biblioteca della piscina" (1988) il protagonista William Beckwith passa il tempo qui con la sua amante che lavora in un hotel si affaccia sulla piazza.
- Nel capitolo 6 - Rendezvous del romanzo di John Wyndham "Il giorno dei trifidi" (1951) I personaggi principali William (Bill) Masen e Josella Playton sono fotografati da Elspeth Cary in Russell Square, mentre la pratica con trifide pistole.
- Russell Square è la posizione della libreria omonima nella sitcom britannica di Channel 4 Black Books.
- Nel libro 7; Enemies di Robert J. Gru, il protagonista Sienna cita spesso Russell Square e le aree circostanti, mentre corre per la sua vita.
- Nei libri di Ben Aaronovitch, il primo dei quali è The Rivers of London (AKA Midnight Riot), La Follia - sede di magia inglese - si trova a Russell Square.

## Galleria d'immagini

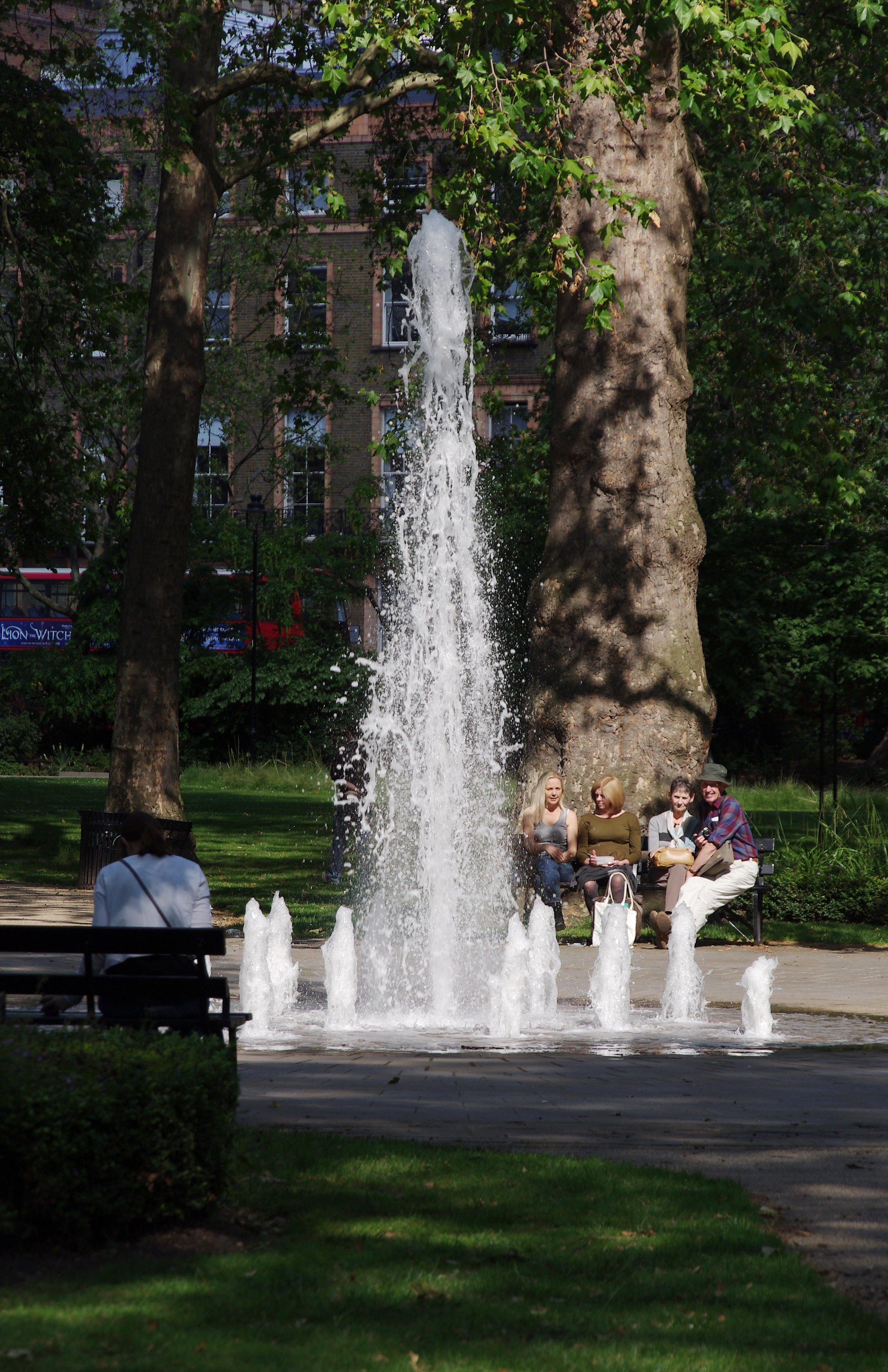
Le fontane a Russell Square
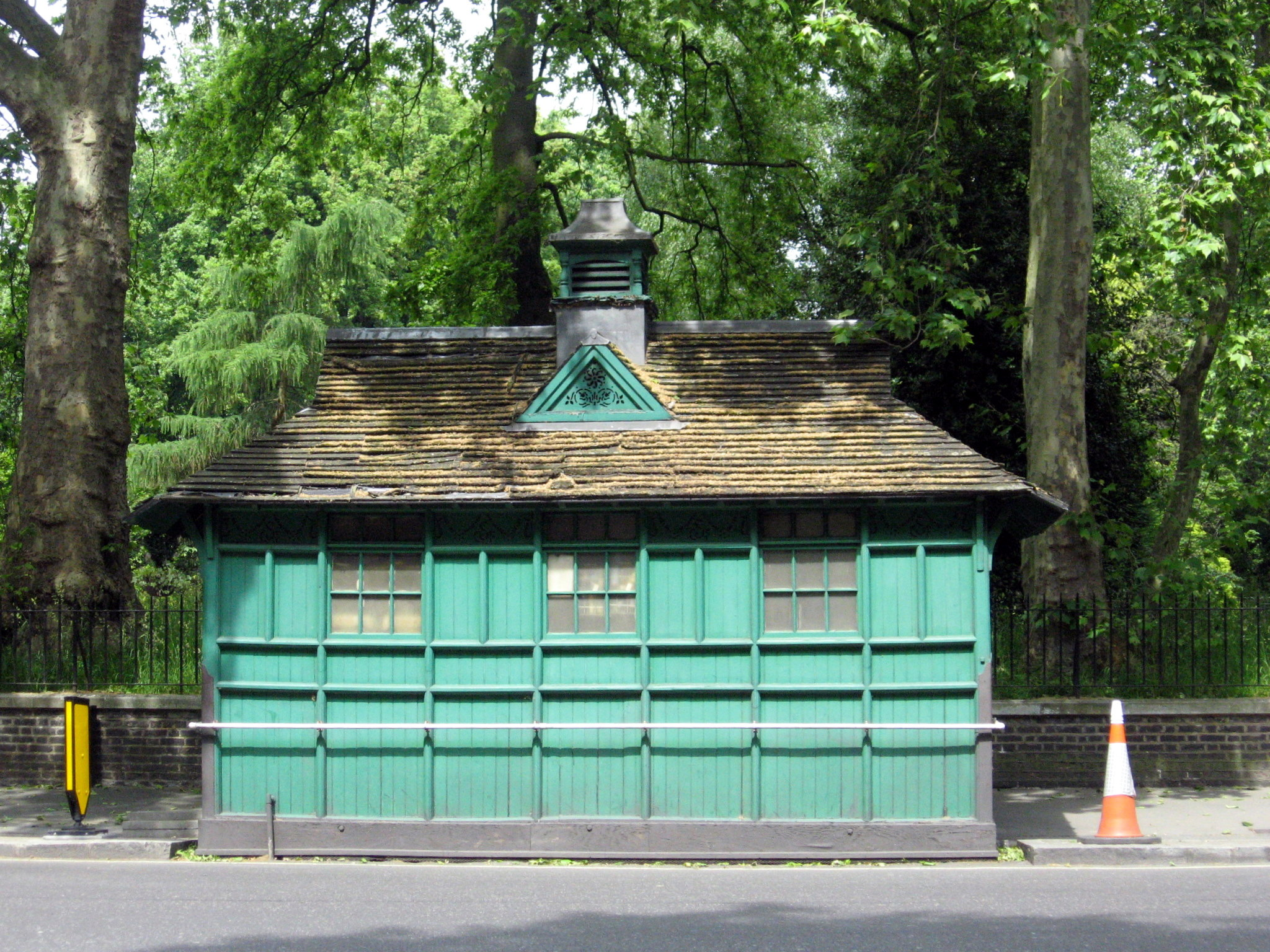
Cabman's shelter
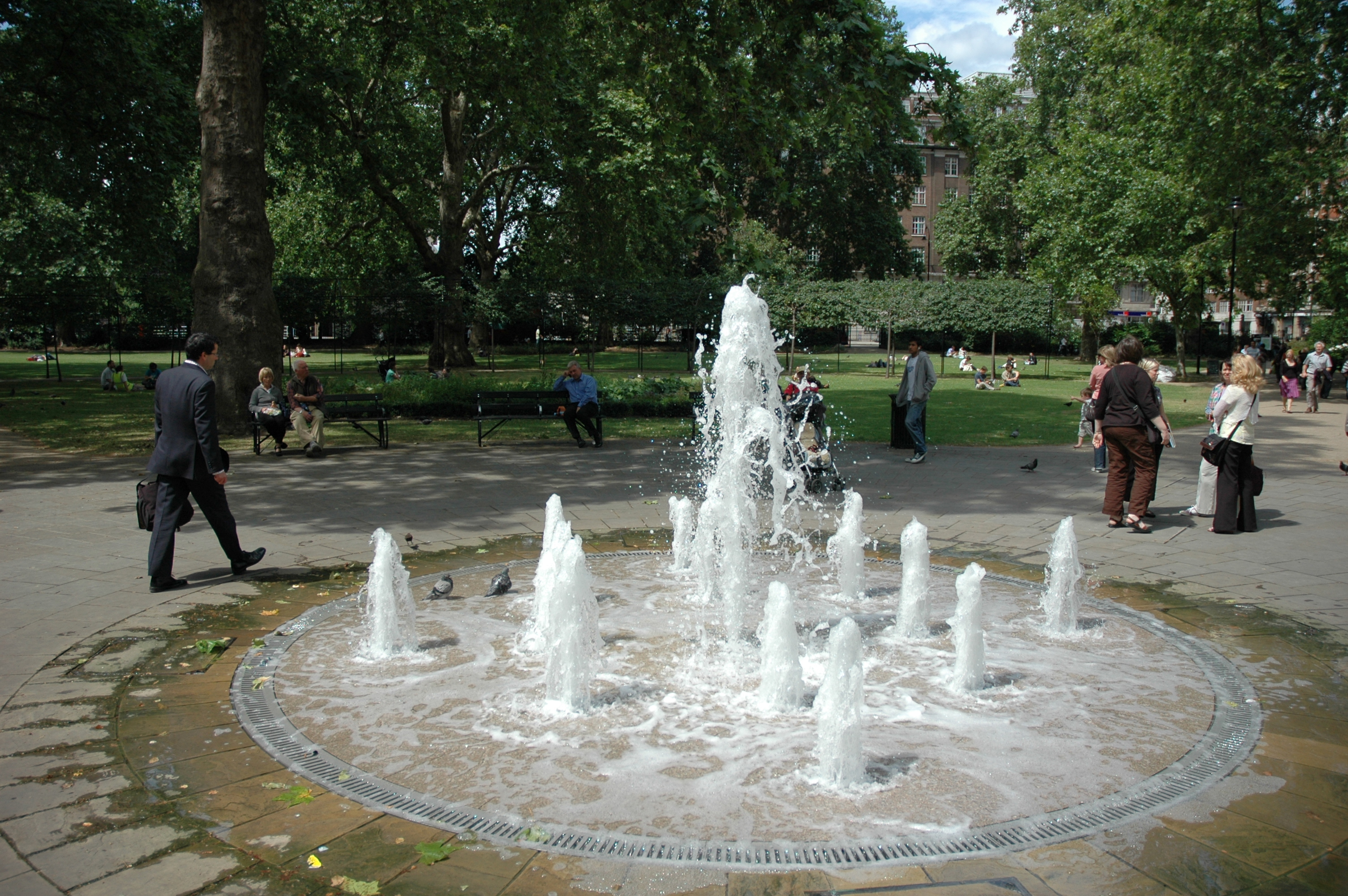
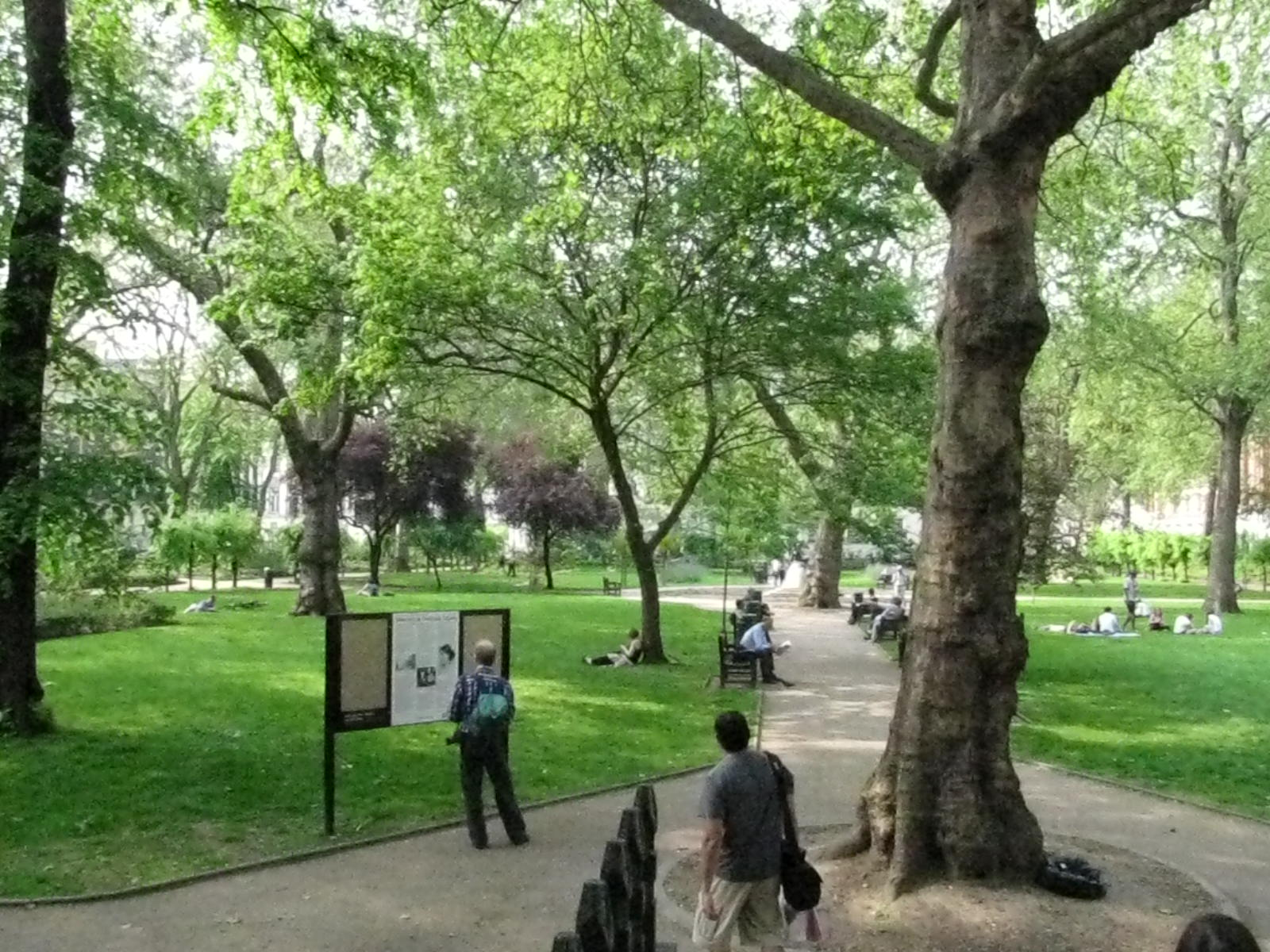
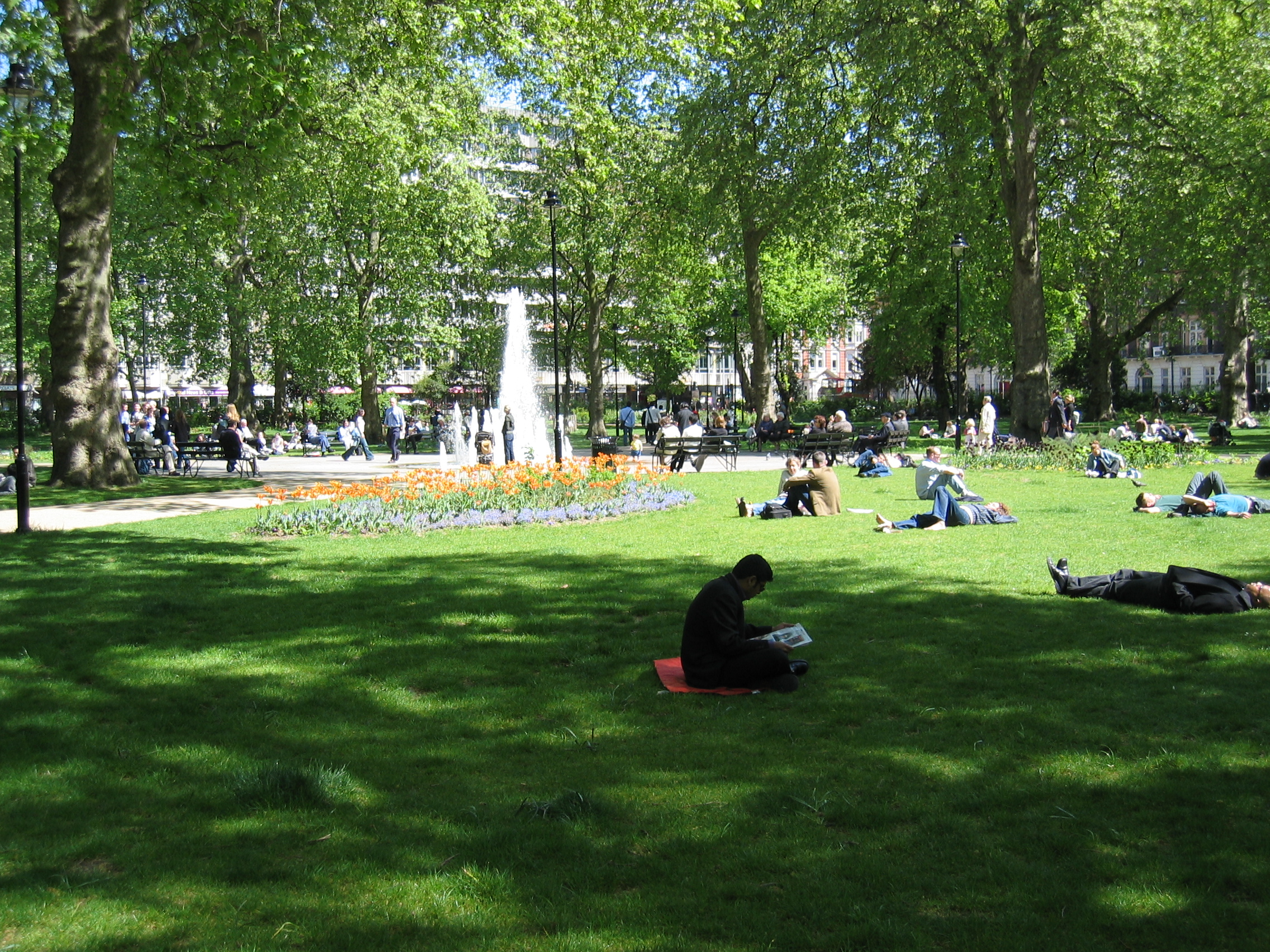
Estate a Russell Square
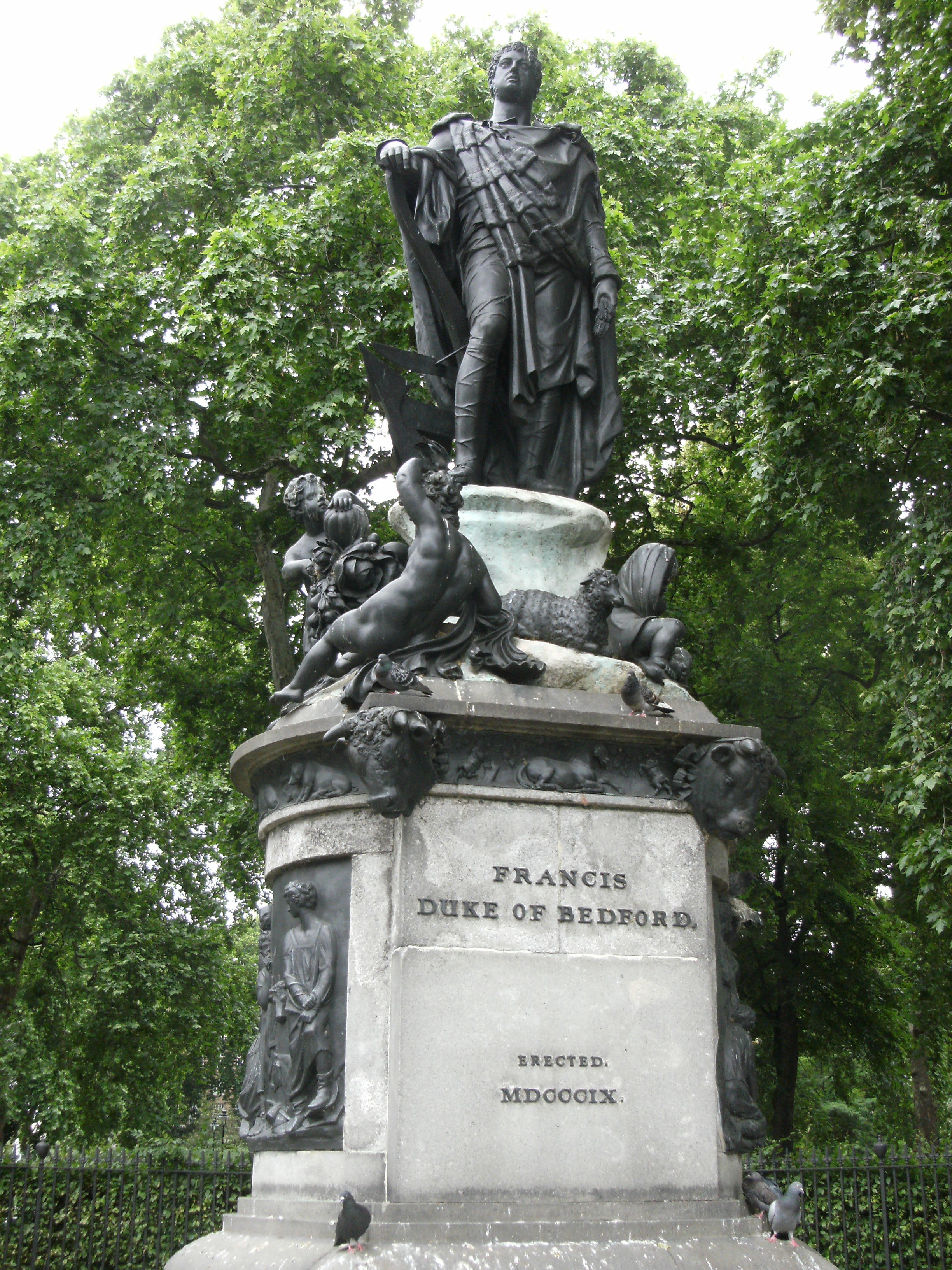
Monumento a Francesco duca di Bedford realizzata dal Sir Richard Westmacott